# Genera Plantarum
|  | Aquest article tracta sobre l'obra de Carl von Linné. Si cerqueu altres obres vegeu Genera Plantarum (desambiguació) |

Genera Plantarum, (Gèneres de les plantes), (Leiden, 1737) és una publicació del naturalista i botànic suec Carl von Linné (1701–1778). La cinquena edició d'aquesta obra serveix com a volum complementari de Species Plantarum (2 volums, 1753). L'article 13 de l'International Code of Botanical Nomenclature estableix que «S'ha acordat associar els noms genèrics que apareixen per primera vegada en Species Plantarum edició d'1 (1753) i edició de 2 (1762-1763) amb la posterior descripció donada a aquests noms en el Genera Plantarum edició de 5 (1754) i edició de 6 (1764).» Això defineix el punt de partida per la nomenclatura de la majoria de grups de plantes.
La primera edició de Genera Plantarum conté breus descripcions de 935 gèneres de plantes que es coneixien al temps de Linnaeus i està dedicada a Herman Boerhaave, un metge de Leiden que va presentar Linnaeus a George Clifford. Genera Plantarum fa servir el sistema de classificació sexual de la taxonomia linneana on les plantes s'agrupen d'acord amb el nombre d'estams i estigmes dins la flor. Genera Plantarum va ser revisat per Linnaeus, i la cinquena i darrera edició es va publicar l'agost del 1754 (les edicions 3a i 4a no van ser publicades per Linnaeus) i vinculada a Species Plantarum. En els 16 anys que van passar entre la publicació de la primera i cinquena edició el nombre de gèneres llistats es van incrementar de 935 a 1105.
Genera Plantarum va ser un pas en el camí de l'estandardització universal de la nomenclatura biològica.

## Rerefons botànic

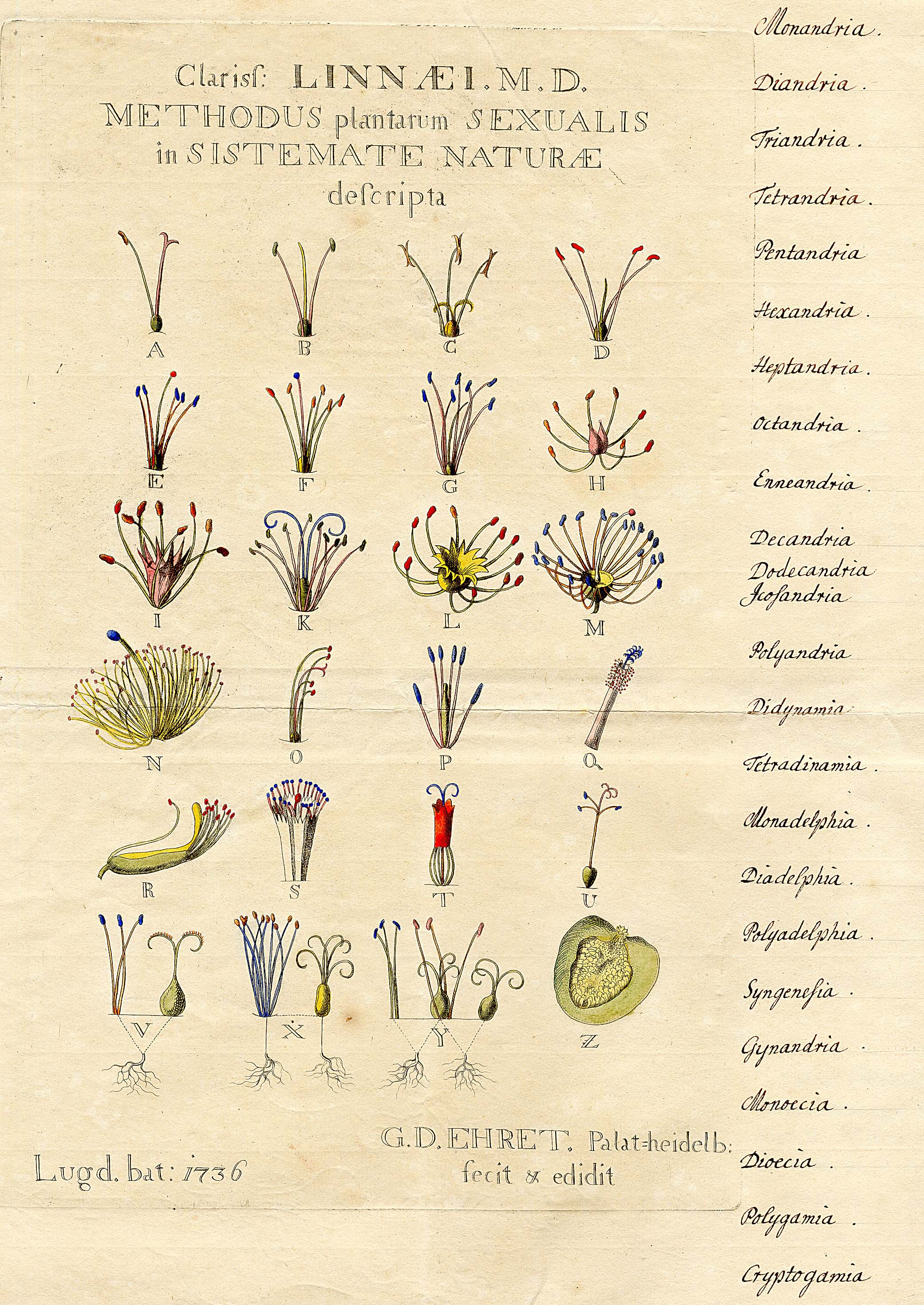
Dibuixos d'Ehret en Systema Naturae,mostrant els caràcters usats per Linnaeus per determinar les 24 classes de plantes.

En aquesta obra Linnaeus divideix el regne vegetal en 24 classes, cadascuna d'elles va rebre el nom segons el nombre d'estams i la seva disposició en les flors. En la placa de gravats d'Ehret aquestes classes es representen per les 24 lletres de l'alfabet llatí. Cadascuna de les 10 primeres classes (A–K) reben el nom d'acord amb el nombre d'estams, que comença per Monandria (un estam, Diandria (dos estams), etc. fins a Decandria (deu estams). Les flors de la classe onzena (L), Dodecandria, tenen 12–19 estams. Les següents quatre classes (M–P) es caracteritzen no només pel nombre d'estams sinó també per la seva posició; les quatre classes (Q–T) tenen els estams units en feix o falange, les tres classes a continuació (V–Y) tenen els estams i pistils en flors separades. Tot això es completa amb Cryptogamia (Z), les quals són plantes sense flors pròpiament dites. Per aquesta classe Ehret escollí la figa com a exemple..

## Importància en la nomenclatura
De bon tros l'edició més important per la nomenclatura és la cinquena edició d'aquesta obra publicada l'agost de 1754. Aquesta edició està vinculada amb Species Plantarum, el punt de partida per la nomenclatura de la majoria dels grups de plantes. per tant el International Code of Botanical Nomenclature estableix que no s'ha d'alterar la forma d'escriure els noms dels gèneres inclosos si es fa servir una forma d'escriure'ls diferent a Genera Plantarum, ed. 5.
Les descripcions dels gèneres d'aquesta edició eren redactats de manera metòdica i concisa d'acord amb el seu propi pla, amb un asterisc i * a continuació del nom genèric per indicar que s'havia estudiat en un material viu i amb una daga † per indicar que s'havia vist només en un herbari. l'absència d'aquests dos signes indicava que no ho havia vist materialment i, per tant, depenia de la bibliografia o la correspondència rebuda. Algunes de les espècies llistades a Species Plantarum no segueixen les descripcions de Genera plantarum.
Tots els gèneres de Genera Plantarum ed. 5 es consideren com a publicat vàlidament l'1 de maig de 1753.
Segons Frans Stafleu la noció que el gènere és la unitat bàsica de la taxonomia ha continuat tenint força fins a l'adven iment de la biologia evolutiva i la biosistemàtica.